# Марксцел
Марксцел (њем. Marxzell) општина је у њемачкој савезној држави Баден-Виртемберг. Једно је од 32 општинска средишта округа Карлсруе. Према процјени из 2010. у општини је живјело 5.386 становника. Посједује регионалну шифру (AGS) 8215047.

## Географски и демографски подаци
Марксцел се налази у савезној држави Баден-Виртемберг у округу Карлсруе. Општина се налази на надморској висини од 364 метра. Површина општине износи 34,9 km². У самом мјесту је, према процјени из 2010. године, живјело 5.386 становника. Просјечна густина становништва износи 154 становника/km².